# Sekrety Nauki
Sekrety Nauki – polski miesięcznik z grupy Focusa o charakterze popularnonaukowym wydawany od września 2010 do listopada 2013 roku przez polską filię niemieckiego wydawnictwa Gruner+Jahr Polska. Od debiutu do kwietnia 2012 roku „Sekrety Nauki” ukazywały się jako miesięcznik, potem stały się dwumiesięcznikiem, a od lutego 2013 roku stały się ponownie miesięcznikiem.